# Дејан Златичанин
Дејан Златичанин (Подгорица, 24. април 1984) је професионални црногорски боксер, тренутни првак света у лакој категорији. Првак света постао је 11. јуна 2016. техничким нокаутом над Френклином Маманијем у трећој рунди меча. Тренутно има скор од 23 победе и 2 пораза.